# 真室川駅
真室川駅（まむろがわえき）は、山形県最上郡真室川町大字新町（あらまち）にある、東日本旅客鉄道（JR東日本）奥羽本線の駅である。

## 歴史
1904年（明治37年）に、奥羽南線（現在の奥羽本線）が新庄駅から院内駅まで開通するのと同時に開業した。当時は、新庄と院内の間には当駅のほかに釜淵駅と及位駅しかなかった。開業当初は新町と称していたが、1916年（大正5年）に町の名に合わせて真室川と改称された。

### 年表
- 1904年（明治37年）10月21日：新町駅（あらまちえき）として開業[1][3]。
- 1916年（大正5年）9月20日：真室川駅（まむろがわえき）に改称[1][3]。
- 1966年（昭和41年）11月4日：跨線橋の落成式を挙行[4]。
- 1982年（昭和57年）3月20日：業務委託駅となる[3]。
- 1986年（昭和61年）4月1日：駅員無配置駅となる[5]（簡易委託化[3]）。
- 1987年（昭和62年）4月1日：国鉄分割民営化により、JR東日本の駅となる[1]。
- 2003年（平成15年）12月：駅舎を改築[6]。
- 2024年（令和6年）10月1日：えきねっとQチケのサービスを開始[2][7]。

## 駅構造
単式ホーム・島式ホーム混合の2面3線を有する地上駅である。両ホームは跨線橋で結ばれている。西側（単式ホーム側）に駅舎を有するが、跨線橋を経由した東側にも駅出入口が設けられている。
新庄駅管理の簡易委託駅である。2003年（平成15年）に、駅舎が木造二階建てで瓦葺のものに建て替えられた。駅舎には「森の停車場」と書かれた表札が掲げられている。また、駅舎内には地産物産店と待合所が併設されている。このうち、地産物産店で乗車券の受託販売をしている。
新庄駅から当駅で折り返す区間列車が設定されている。

### のりば
| 番線 | 路線      | 方向 | 行先     | 備考            |
| ---- | --------- | ---- | -------- | --------------- |
| 1    | ■奥羽本線 | 下り | 秋田方面 |                 |
| 2・3 | ■奥羽本線 | 上り | 新庄方面 | 3番線は当駅始発 |

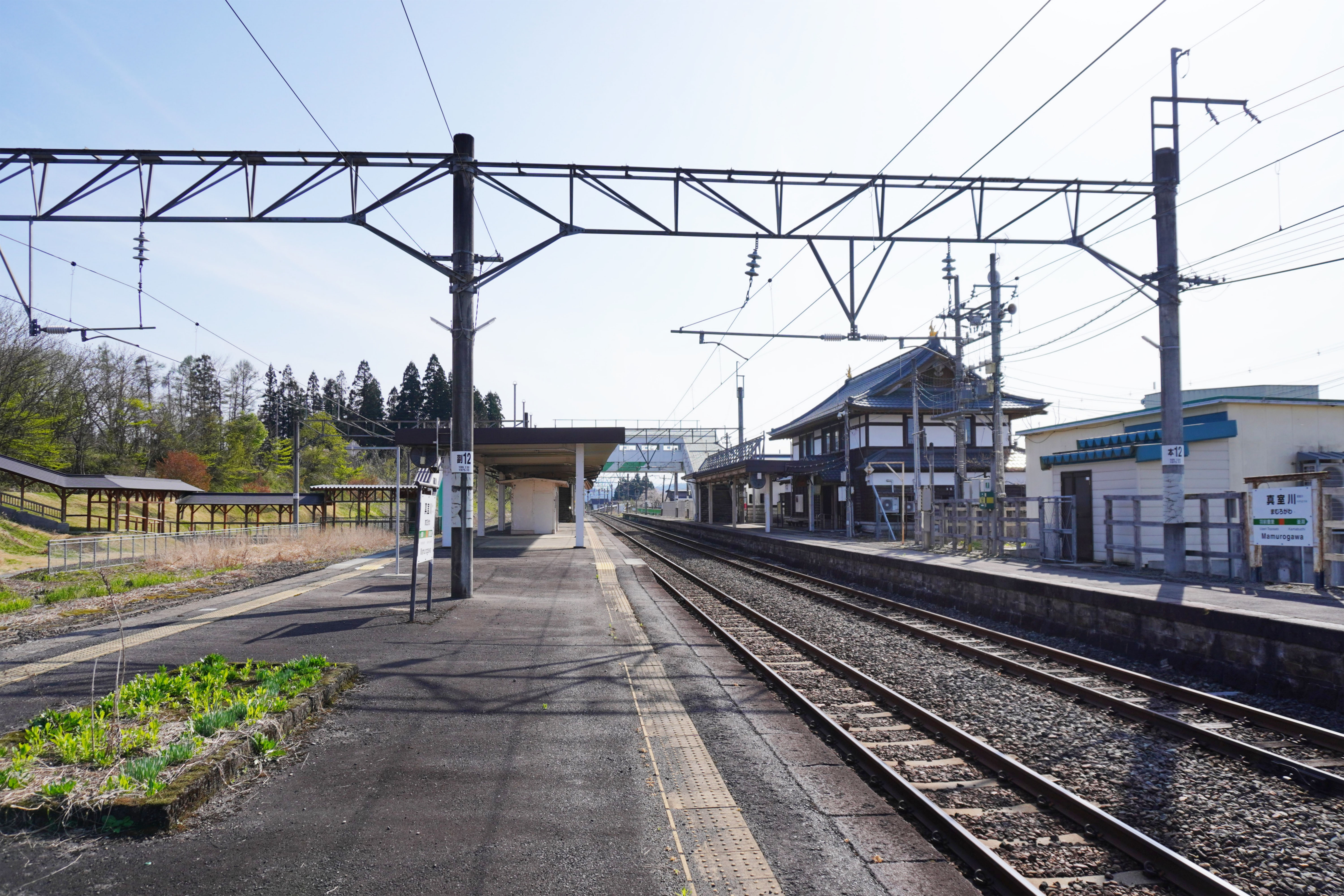
ホーム（2024年4月）

## 利用状況
JR東日本によると、2023年度（令和5年度）の1日平均乗車人員は72人である。
2000年度（平成12年度）以降の推移は以下のとおりである。
| 1日平均乗車人員推移 | 1日平均乗車人員推移 | 1日平均乗車人員推移 | 1日平均乗車人員推移 | 1日平均乗車人員推移 |
| 年度                | 定期外              | 定期                | 合計                | 出典                |
| ------------------- | ------------------- | ------------------- | ------------------- | ------------------- |
| 2000年（平成12年）  |                     |                     | 271                 | [ 利用客数 2 ]      |
| 2001年（平成13年）  |                     |                     | 270                 | [ 利用客数 3 ]      |
| 2002年（平成14年）  |                     |                     | 269                 | [ 利用客数 4 ]      |
| 2003年（平成15年）  |                     |                     | 234                 | [ 利用客数 5 ]      |
| 2004年（平成16年）  |                     |                     | 245                 | [ 利用客数 6 ]      |
| 2005年（平成17年）  |                     |                     | 223                 | [ 利用客数 7 ]      |
| 2006年（平成18年）  |                     |                     | 225                 | [ 利用客数 8 ]      |
| 2007年（平成19年）  |                     |                     | 191                 | [ 利用客数 9 ]      |
| 2008年（平成20年）  |                     |                     | 199                 | [ 利用客数 10 ]     |
| 2009年（平成21年）  |                     |                     | 181                 | [ 利用客数 11 ]     |
| 2010年（平成22年）  |                     |                     | 168                 | [ 利用客数 12 ]     |
| 2011年（平成23年）  |                     |                     | 150                 | [ 利用客数 13 ]     |
| 2012年（平成24年）  | 25                  | 123                 | 149                 | [ 利用客数 14 ]     |
| 2013年（平成25年）  | 23                  | 114                 | 137                 | [ 利用客数 15 ]     |
| 2014年（平成26年）  | 21                  | 110                 | 131                 | [ 利用客数 16 ]     |
| 2015年（平成27年）  | 21                  | 107                 | 128                 | [ 利用客数 17 ]     |
| 2016年（平成28年）  | 19                  | 107                 | 126                 | [ 利用客数 18 ]     |
| 2017年（平成29年）  | 16                  | 101                 | 117                 | [ 利用客数 19 ]     |
| 2018年（平成30年）  | 14                  | 104                 | 118                 | [ 利用客数 20 ]     |
| 2019年（令和元年）  | 15                  | 107                 | 122                 | [ 利用客数 21 ]     |
| 2020年（令和02年）  | 9                   | 87                  | 97                  | [ 利用客数 22 ]     |
| 2021年（令和03年）  | 10                  | 87                  | 97                  | [ 利用客数 23 ]     |
| 2022年（令和04年）  | 9                   | 70                  | 79                  | [ 利用客数 24 ]     |
| 2023年（令和05年）  | 9                   | 62                  | 72                  | [ 利用客数 1 ]      |

## 駅周辺
駅は真室川町の中心部にある。駅西側は山形県道35号真室川鮭川線沿いに市街地が形成され、駅東側は駅前まで迫っている丘陵地の沿道にある。駅周辺を境にして南北に位置する鮭川は北上する真室川と西に向かう金山川に分岐する。
- 真室川公園
- 真室川町役場
- 真室川郵便局
- 山形県立新庄神室産業高等学校真室川校
- 国道344号
- 山形銀行真室川支店
- 新庄警察署真室川駐在所

### バス路線
- 真室川町営バス - 循環線、及位・金山・高坂方面
- 鮭川村営バス - 日下方面

## 隣の駅
東日本旅客鉄道（JR東日本）
■奥羽本線
□快速
新庄駅 - 真室川駅 - 院内駅
■普通
羽前豊里駅 - 真室川駅 - 釜淵駅

### 記事本文
1. 1 2 3 4 5  石野哲 編『停車場変遷大事典 国鉄・JR編』 II（初版）、JTB、1998年10月1日、532頁。ISBN 978-4-533-02980-6。
2. 1 2 3 4  「駅の情報（真室川駅）：JR東日本」東日本旅客鉄道。2024年9月17日時点のオリジナルよりアーカイブ。2024年9月20日閲覧。
3. 1 2 3 4  「山形県の鉄道輸送 (PDF)」『山形県』山形県鉄道利用・整備強化促進期成同盟会、2024年6月、47–52頁。2025年4月8日閲覧。
4. ↑  昭和41年11月3日読売新聞山形読売
5. ↑  「「通報」●芸備線甲立駅ほか18駅の駅員無配置について（旅客局）」『鉄道公報』日本国有鉄道総裁室文書課、1986年3月29日、4面。
6. 1 2  「真室川町 交通関連施設「森の停車場」がほぼ完成 駅舎跡が新たな町の顔に」『山形新聞』山形新聞社、2003年12月31日、朝刊、19面。
7. ↑  「Suicaエリア外もチケットレスで! 東北エリアから「えきねっとQチケ」がはじまります (PDF)」（プレスリリース）、東日本旅客鉄道、2024年7月11日。2024年8月4日閲覧。
8. 1 2  『鉄道ジャーナル』通巻653号 pp.26-27
9. 1 2  「JR東日本：駅構内図・バリアフリー情報（真室川駅）」東日本旅客鉄道。2024年4月26日閲覧。

### 利用状況
1. 1 2  「各駅の乗車人員 2023年度 101位以下（8）| 企業サイト：JR東日本」東日本旅客鉄道。2025年7月29日閲覧。
2. ↑  「JR東日本：各駅の乗車人員（2000年度）」東日本旅客鉄道。2025年7月29日閲覧。
3. ↑  「JR東日本：各駅の乗車人員（2001年度）」東日本旅客鉄道。2025年7月29日閲覧。
4. ↑  「JR東日本：各駅の乗車人員（2002年度）」東日本旅客鉄道。2025年7月29日閲覧。
5. ↑  「JR東日本：各駅の乗車人員（2003年度）」東日本旅客鉄道。2025年7月29日閲覧。
6. ↑  「JR東日本：各駅の乗車人員（2004年度）」東日本旅客鉄道。2025年7月29日閲覧。
7. ↑  「JR東日本：各駅の乗車人員（2005年度）」東日本旅客鉄道。2025年7月29日閲覧。
8. ↑  「JR東日本：各駅の乗車人員（2006年度）」東日本旅客鉄道。2025年7月29日閲覧。
9. ↑  「JR東日本：各駅の乗車人員（2007年度）」東日本旅客鉄道。2025年7月29日閲覧。
10. ↑  「JR東日本：各駅の乗車人員（2008年度）」東日本旅客鉄道。2025年7月29日閲覧。
11. ↑  「JR東日本：各駅の乗車人員（2009年度）」東日本旅客鉄道。2025年7月29日閲覧。
12. ↑  「JR東日本：各駅の乗車人員（2010年度）」東日本旅客鉄道。2025年7月29日閲覧。
13. ↑  「JR東日本：各駅の乗車人員（2011年度）」東日本旅客鉄道。2025年7月29日閲覧。
14. ↑  「JR東日本：各駅の乗車人員（2012年度）」東日本旅客鉄道。2025年7月29日閲覧。
15. ↑  「各駅の乗車人員 2013年度 ベスト100以外（9）：JR東日本」東日本旅客鉄道。2025年7月29日閲覧。
16. ↑  「各駅の乗車人員 2014年度 ベスト100以外（8）：JR東日本」東日本旅客鉄道。2025年7月29日閲覧。
17. ↑  「各駅の乗車人員 2015年度 ベスト100以外（8）：JR東日本」東日本旅客鉄道。2025年7月29日閲覧。
18. ↑  「各駅の乗車人員 2016年度 ベスト100以外（8）：JR東日本」東日本旅客鉄道。2025年7月29日閲覧。
19. ↑  「各駅の乗車人員 2017年度 ベスト100以外（8）：JR東日本」東日本旅客鉄道。2025年7月29日閲覧。
20. ↑  「各駅の乗車人員 2018年度 ベスト100以外（8）：JR東日本」東日本旅客鉄道。2025年7月29日閲覧。
21. ↑  「各駅の乗車人員 2019年度 ベスト100以外（8）：JR東日本」東日本旅客鉄道。2025年7月29日閲覧。
22. ↑  「各駅の乗車人員 2020年度 101位以下（8）| 企業サイト：JR東日本」東日本旅客鉄道。2025年7月29日閲覧。
23. ↑  「各駅の乗車人員 2021年度 101位以下（8）| 企業サイト：JR東日本」東日本旅客鉄道。2025年7月29日閲覧。
24. ↑  「各駅の乗車人員 2022年度 101位以下（8）| 企業サイト：JR東日本」東日本旅客鉄道。2025年7月29日閲覧。